# Chrysogorgiidae
Chrysogorgiidae é uma família de corais da ordem Scleralcyonacea.

## Géneros
Seguem os gêneros da família:
- Chrysogorgia (Duchassaing & Michelotti, 1864)
- Iridogorgia (Verrill, 1883)
- Metallogorgia (Versluys, 1902)
- Pseudochrysogorgia (Pante & France, 2010)
- Radicipes (Stearns, 1883)
- Ramuligorgia (Cairns, Cordeiro & Xu in Cairns et al., 2021)
- Rhodaniridogorgia (Watling, 2007)